# Aaron Lewis
Aaron Lewis (Rutland, 13 aprile 1972) è un cantante e chitarrista statunitense, frontman degli Staind.
Durante la sua carriera, l'artista ha collaborato con i Linkin Park (nel brano Krwlng dall'album di remix Reanimation), con i Sevendust (Follow), con i Cold (Bleed e Send in the Clows) e con i Jimmy's Chicken Shack (Falling Out). Ha intrapreso anche diversi tour acustici e per il 2010 era atteso un DVD solista tratto dalle sue performance alla Mohegan Sun Arena di Las Vegas, ma la pubblicazione è stata annullata. Il 7 dicembre 2010 è stato pubblicato il video del suo primo singolo Country Boy.

## Biografia

### Infanzia e adolescenza
Aaron Lewis nasce il 13 aprile 1972 a Rutland, nel Vermont da Ted Lewis e Sondra, una famiglia hippie, ma già in tenera età si trasferisce a Longmeadow, nel Massachusetts, dove crescerà.
Già dall'infanzia, data la sua natura timida e schiva, deve sopportare le violenze e i soprusi non solo degli altri bambini del quartiere, ma anche dei compagni di scuola. Vittima di continuo bullismo sia fisico che psicologico, il crescere all'ombra degli altri bambini con l'incapacità di fare le esperienze che con gli anni fanno gli altri ragazzi della sua età, accresce la sua rabbia e l'insoddisfazione per tutto ciò che lo circonda.
Rabbia e insoddisfazione che peggioreranno a causa dei problemi familiari, dei litigi, dei tradimenti e delle separazioni da parte dei suoi genitori (fatti che porteranno al divorzio definitivo avvenuto quando Aaron aveva 13 anni) e dei frequenti litigi e contrasti con la madre. Proprio per quei contrasti andrà ad abitare dal padre, un pescatore di professione.
Alle scuole superiori decide di far fronte alla sua timidezza e a tutti i suoi problemi, iniziando a cantare insieme al coro della scuola e a suonare con un gruppo acustico di nome Infinity, cercandosi anche un lavoro per potersi sostenere autonomamente, iniziando con le pulizie di un hotel.

### L'incontro con Mike Mushok
Nel 1993, durante una festa di Halloween conosce il futuro chitarrista degli Staind, Mike Mushok. I loro rapporti proseguiranno dopo un anno (Mike nel frattempo si era trasferito ad Atlanta per studiare, proseguendo l'attività di famiglia come gioielliere), accomunati da molte passioni in comune tra cui la musica, decidendo di dar vita agli Stained (che per cause legali cambiano in Staind), reclutando il batterista Jon Wysocki (che suonava con lui in un altro gruppo, i J-CAT) e il bassista Johnny April.

## Discografia
Sebbene non si abbiano ancora notizie di un lavoro ufficialmente registrato, durante i tour da solista il cantautore ha reso note alcune canzoni inedite al pubblico statunitense (diffuse soprattutto da video e registrazioni amatoriali). Esse sono Anywhere But Here, Massachusetts e la più recente Country Boy, eseguita anche in occasione della presentazione da parte della Gibson del modello di chitarra acustica "Southern Jumbo Aaron Lewis signature". Inoltre è stata resa nota in diverse interviste e eseguita in diversi concerti del suo tour solista negli Stati Uniti, quella che a dire dello stesso Lewis sarebbe la prima canzone acustica da lui scritta:"Black Rain" risalirebbe ai tempi che precedettero la formazione degli Staind, e Lewis l'avrebbe fatta ascoltare al telefono al suo primo produttore, ed essa avrebbe segnato l'inizio di quell'attitudine country che caratterizza il sound delle composizioni acustiche del cantante.Più recentemente in diversi live Lewis ha proposto una nuova canzone dal titolo "Vicious Circles". Ad ogni modo dalle ultime notizie, la pubblicazione del DVD estratto dalle cinque serate di performance live alla Mohegan Sun Arena ha subito un brusco arresto che forse sarà permanente, a causa dell'elevata quantità di cover eseguite da Lewis che avrebbero creato problemi di copyright e diritti alla casa discografica.
Il suo primo EP solista, intitolato Town Line, avrà sonorità spiccatamente country e vanterà collaborazioni con illustri artisti come Chris Young, Charlie Daniels e George Jones. L'uscita dell'album, che conterrà i cinque brani Country Boy (in tre versioni), Massachusetts, Vicious Circles, The Story Never Ends e Tangled Up in You (in una versione riarrangiata rispetto a quella presente su The Illusion of Progress degli Staind), è annunciata ufficialmente per il 1º marzo 2011 per la Stroudavarious Records.

### Album da solista
- 2012 - The Road (Blaster)
- 2016 - Sinner (Dot Records)
- 2019 - State I'm In (Big Machine)
- 2022 - Frayed at Both Ends (Big Machine)

### EP da solista
| Titolo    | Dettagli                                                                                        | Massima posizione in classifica | Massima posizione in classifica | Massima posizione in classifica | Massima posizione in classifica |
| Titolo    | Dettagli                                                                                        | US Country                      | US                              | US Rock                         | US Indie                        |
| --------- | ----------------------------------------------------------------------------------------------- | ------------------------------- | ------------------------------- | ------------------------------- | ------------------------------- |
| Town Line | - Data d'uscita: 1º marzo 2011 - Label: Stroudavarious Records - Formato: CD, download digitale | 1                               | 7                               | 3                               | 3                               |

### Singoli
| Anno                                       | Singolo                                               | Massima posizione in classifica | Massima posizione in classifica | Massima posizione in classifica | Massima posizione in classifica | Massima posizione in classifica | Massima posizione in classifica | Album                       |
| Anno                                       | Singolo                                               | US                              | US Adult                        | US Alt                          | US Main                         | US Country                      | US Rock                         | Album                       |
| ------------------------------------------ | ----------------------------------------------------- | ------------------------------- | ------------------------------- | ------------------------------- | ------------------------------- | ------------------------------- | ------------------------------- | --------------------------- |
| 2000                                       | "Outside" (con Fred Durst)                            | 56                              | 31                              | 2                               | 1                               | —                               | —                               | The Family Values Tour 1999 |
| 2011                                       | "Country Boy" (con George Jones and Charlie Daniels)A | 87                              | —                               | —                               | 23                              | 50                              | 39                              | Town Line (EP)              |
| "—" indica pezzi non entrati in classifica |                                                       |                                 |                                 |                                 |                                 |                                 |                                 |                             |

- A Singolo attuale.

### Video
| Anno | Video                                                             | Regista      |
| ---- | ----------------------------------------------------------------- | ------------ |
| 2010 | "Country Boy" (con George Jones, Charlie Daniels and Chris Young) | Alex Castino |